# 張鈞
張 鈞（ちょう きん、生没年不詳）は、後漢の侍中。
霊帝に仕え、十常侍の追放を進言したが、事が十常侍に発覚して獄に繋がれ、死に追いやられた。